# Pvris
Pvris is een Amerikaanse rockband uit Lowell, Massachusetts.

## Geschiedenis
Oorspronkelijk bestond de band uit Lyndsey Gunnulfsen, Brian MacDonald, Alex Babinski, Brad Griffin en Kyle Anthony onder de naam Paris, maar om juridische redenen veranderde de groep in 2013 zijn naam. Vanaf toen gingen zij verder onder de naam Pvris, en Brad Griffin en Kyle Anthony verlieten de groep.

## Discografie
Albums
- White Noise (2014) en White Noise Deluxe (2016), met hierop de volgende nummers:

| 1.                 | Smoke                | 3:05 |
| 2.                 | St. Patrick          | 4:20 |
| 3.                 | My House             | 4:02 |
| 4.                 | Holy                 | 4:55 |
| 5.                 | White Noise          | 4:22 |
| 6.                 | Fire                 | 3:49 |
| 7.                 | Eyelids              | 5:07 |
| 8.                 | Mirrors              | 3:24 |
| 9.                 | Ghosts               | 3:40 |
| 10.                | Let Them In          | 3:32 |
| 11.                | You and I            | 4:37 |
| 12.                | You and I (stripped) | 4:55 |
| 13.                | Naamloos             | 3:29 |
| Totale duur: 53:06 |                      |      |

- All We Know of Heaven, All We Need of Hell (2017), met hierop de volgende nummers:

| 1.                 | Heaven       | 4:14 |
| 2.                 | Half         | 4:29 |
| 3.                 | Anyone Else  | 4:35 |
| 4.                 | What's Wrong | 4:58 |
| 5.                 | Walk Alone   | 5:12 |
| 6.                 | Same Soul    | 3:46 |
| 7.                 | Winter       | 3:47 |
| 8.                 | No Mercy     | 3:59 |
| 9.                 | Seperate     | 4:18 |
| 10.                | Nola1        | 3:38 |
| Totale duur: 40:56 |              |      |

Ep's
- Paris (nog als Paris, 2012)
- Acoustic (2014)
- Hallucinations (2019)

Singles
- The Heartless (2012)
- St. Patrick (2014)
- St. Patrick (Empty Room Session) (2014)
- My House (2014)
- My House (Empty Room Session) (2014)
- White Noise (2014)
- White Noise (Empty Room Session) (2014)
- Eyelids (Empty Room Session) (2014)
- Fire (2015)
- You and I (2016)
- What's Wrong (2017)
- Anyone Else (2017)
- Same Soul (radio edit) (2017)
- Mind Over Matter (2018)
- Same Soul (Marian Hill remix) (2018)
- Hallucinations (2019)
- Death of Me (2019)
- Old Wounds (2019)

## Leden
Huidige leden
- Lyndsey Gunnulfsen - leadzang, slaggitaar, keyboard (2012-heden)
- Alex Babinski - elektrische gitaar, keyboard (2012-2020)
- Brian MacDonald - basgitaar, keyboard (2012-heden)

Tourleden
- Justin Nace - drums (2014-heden)

Ex-leden
- Kyle Anthony - zang, keyboard (2012)
- Brad Griffin - drums, achtergrondzang (2012-2013)

Sessie-leden
- Christopher Kamrada - drums (2013) op White Noise